# Portugiesische Judomeisterschaften 1970
Die Portugiesischen Judomeisterschaften 1970 fanden in Lissabon statt.

## Ergebnisse

### Männer
| Gewichtsklasse | Gold                 | Silber | Bronze |
| -------------- | -------------------- | ------ | ------ |
| – 63 kg        | José M. Bastos Nunes |        |        |
| – 70 kg        | Risques da Silva     |        |        |
| – 80 kg        | Fernando Costa Matos |        |        |
| – 93 kg        | Henrique C. Nunes    |        |        |
| + 93 kg        | Carlos Oliveira      |        |        |